# ريتشي ريغان
ريتشي ريغان (بالإنجليزية: Richie Regan)‏ مواليد 23 نوفمبر 1930 في نيوآرك - الوفاة 24 ديسمبر 2002، كان مدرب كرة سلة أمريكي ولاعب. بدأ مسيرته الاحترافية في سنة 1955. تم اختياره من قبل فريق سكرامنتو كينغز خلال الدرافت. حمل الرقم 14. بلغ طوله 6 قدم 2 بوصة (1.9 م). اعتزل اللعب في 1959.

## روابط خارجية
- ريتشي ريغان على موقع إن بي أي (الإنجليزية)
- ريتشي ريغان على موقع سبورتس رفرنس (الإنجليزية)
- ريتشي ريغان على موقع كلية كرة السلة في سبورتس رفرنس.كوم (الإنجليزية)
- ريتشي ريغان على موقع ريلجم (الإنجليزية)
- ريتشي ريغان على موقع بروبوليرز (الإنجليزية)
- ريتشي ريغان على موقع كلية كرة السلة في سبورتس رفرنس.كوم (الإنجليزية)